# Puntius banksi
 Puntius banksi és una espècie de peix cipriniforme de la família dels ciprínids que es troba a Malàisia i Indonèsia.